# Dale Town
Dale Town var en civil parish från 1866 till 1986 då den blev en del av Hawnby, i grevskapet North Yorkshire, i England. Civil parish var belägen 17 km från Northallerton och hade 8 invånare år 1971. Byn nämndes i Domedagsboken (Domesday Book) år 1086, och kallades då Dal.